# HD 91075
HD 91075，又名BD+81 343，SAO 1735、HR 4121，是一颗恒星，视星等为6.52，位于銀經129.37，銀緯34.87，其B1900.0坐标为赤經10h 25m 44.3s，赤緯+81° 34.87′ 36″。